# ABBA Live
Pour les articles homonymes, voir Liste des albums intitulés Live.
Albums de ABBA
The Singles: The First Ten Years
(1982) ABBA Gold - Greatest Hits
(1992)
ABBA Live est un album en concert du groupe de pop suédois ABBA, sorti en 1986. Il reprend des titres enregistrés en 1977, 1979 et 1981, auxquels sont ajoutés des claviers et des batteries overdubbés (réenregistrés).

## Titres
Toutes les chansons sont de Björn Ulvaeus et Benny Andersson, sauf indication contraire.

### Face A
1. Dancing Queen (B. Andersson, S. Anderson, B. Ulvaeus) – 3:42
2. Take a Chance on Me – 4:22
3. I Have a Dream – 4:23
4. Does Your Mother Know – 4:09
5. Chiquitita – 5:21

### Face B
1. Thank You For The Music – 3:40
2. Two For The Price Of One – 3:31
3. Fernando (B. Andersson, S. Anderson, B. Ulvaeus) – 5:22
4. Gimme! Gimme! Gimme! (A Man After Midnight) – 3:17
5. Super Trouper – 4:23
6. Waterloo – 3:34

### Titres bonus sur CD
1. Money, Money, Money – 3:20
2. The Name of the Game / Eagle (B. Andersson, S. Anderson, B. Ulvaeus) – 9:37
3. On and On and On – 4:01